# Mario Morina
Mario Morina (Tirana, 16 ottobre 1992) è un ex calciatore albanese, di ruolo attaccante.

## Carriera

### Club
Ha debuttato nel campionato albanese nel 2010 con la maglia del Tirana.

## Statistiche

### Presenze e reti nei club
Statistiche aggiornate al 18 maggio 2019.
| Stagione        | Squadra           | Campionato      | Campionato | Campionato | Coppe nazionali | Coppe nazionali | Coppe nazionali | Coppe continentali | Coppe continentali | Coppe continentali | Altre coppe | Altre coppe | Altre coppe | Totale | Totale |
| Stagione        | Squadra           | Comp            | Pres       | Reti       | Comp            | Pres            | Reti            | Comp               | Pres               | Reti               | Comp        | Pres        | Reti        | Pres   | Reti   |
| --------------- | ----------------- | --------------- | ---------- | ---------- | --------------- | --------------- | --------------- | ------------------ | ------------------ | ------------------ | ----------- | ----------- | ----------- | ------ | ------ |
| 2010-2011       | Tirana            | KS              | 17         | 3          | CA              | 6               | 1               | UEL                | 0                  | 0                  | SA          | 0           | 0           | 23     | 4      |
| 2011-2012       | Tirana            | KS              | 22         | 4          | CA              | 13              | 6               | UEL                | 0                  | 0                  | SA          | 1           | 0           | 36     | 10     |
| 2012-2013       | Tirana            | KS              | 24         | 6          | CA              | 4               | 2               | UEL                | 3                  | 0                  | -           | -           | -           | 31     | 8      |
| 2013-gen. 2014  | Skënderbeu        | KS              | 14         | 2          | CA              | 4               | 2               | UCL+UEL            | 2+1                | 0                  | SA          | 0           | 0           | 21     | 4      |
| gen.-giu. 2014  | Tirana            | KS              | 14         | 5          | CA              | 0               | 0               | -                  | -                  | -                  | -           | -           | -           | 14     | 5      |
| lug. 2014       | Laçi              | KS              | 0          | 0          | CA              | 0               | 0               | UEL                | 1                  | 0                  | -           | -           | -           | 1      | 0      |
| 2014-2015       | Tirana            | KS              | 26         | 3          | CA              | 3               | 1               | -                  | -                  | -                  | -           | -           | -           | 29     | 4      |
| Totale Tirana   | Totale Tirana     | Totale Tirana   | 103        | 21         |                 | 26              | 10              |                    | 3                  | 0                  |             | 1           | 0           | 133    | 31     |
| 2015-gen. 2016  | Flamurtari Valona | KS              | 8          | 1          | CA              | 2               | 1               | -                  | -                  | -                  | -           | -           | -           | 10     | 2      |
| gen.-giu. 2016  | Kukësi            | KS              | 7          | 0          | CA              | 2               | 0               | UEL                | -                  | -                  | -           | -           | -           | 9      | 0      |
| 2016-2017       | Kamza             | KP              | 24         | 10         | CA              | 2               | 1               | -                  | -                  | -                  | -           | -           | -           | 26     | 11     |
| 2017-gen. 2018  | Besa Kavajë       | KP              | 6          | 4          | CA              | 1               | 0               | -                  | -                  | -                  | -           | -           | -           | 7      | 4      |
| gen.-giu. 2018  | Dinamo Tirana     | KP              | 8          | 0          | CA              | 0               | 0               | -                  | -                  | -                  | -           | -           | -           | 8      | 0      |
| 2018-2019       | Prishtina         | SL              | 25         | 8          | CK              | 0               | 0               | UEL                | -                  | -                  | -           | -           | -           | 25     | 8      |
| 2019-2020       | Luftëtari         | KS              | 0          | 0          | CA              | 0               | 0               | -                  | -                  | -                  | -           | -           | -           | 0      | 0      |
| Totale carriera | Totale carriera   | Totale carriera | 195        | 46         |                 | 37              | 14              |                    | 7                  | 0                  |             | 1           | 0           | 240    | 60     |

## Palmarès

### Club

#### Competizioni nazionali
- Coppa d'Albania: 3

Tirana: 2010-2011, 2011-2012
Kukësi: 2015-2016
- Supercoppa d'Albania: 3

Tirana: 2011, 2012
Skënderbeu: 2013
- Campionato albanese: 1

Skënderbeu: 2013-2014